# شبه الجزيرة الإسكندنافية

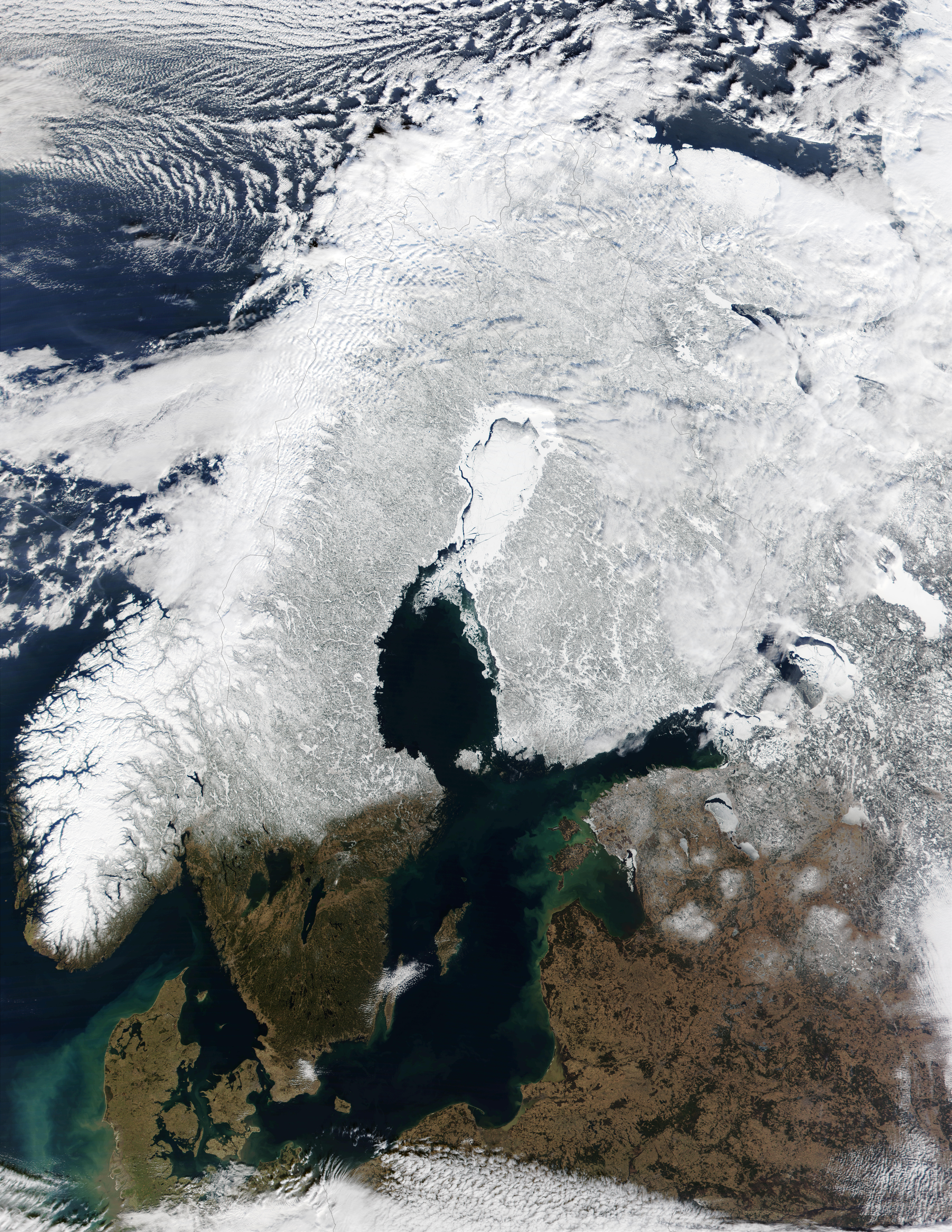
شبه الجزيرة الإسكندنافية

شبه الجزيرة الإسكندنافية (بالسويدية: Skandinaviska halvön)‏، (بالنرويجية: Den skandinaviske halvøy)‏، (بالفنلندية: Skandinavian niemimaa)‏، ; (بالروسية: Скандинавский полуостров)‏، Skandinavsky poluostrov هي شبه جزيرة تقع جغرافيا شمال أوروبا، وتتضمن أراضي السويد، النرويج، الشمال الغربي لفنلندا وبعض الأراضي المنعزلة الروسية.
إضافة اسم الجزيرة من مصطلح اسكندنافيا، المنطقة الثقافية الدنماركية، النرويجية والسويدية.
هذا الاسم مشتق بدوره من اسم سكانيا، المنطقة الواقعة في أقصى جنوب شبه الجزيرة، والتي كانت في فترات سابقة تابعة للدنمارك، أصل شعوب الدان، التي تنتمي حاليا للسويد. الاسم المشتق إسكاندنافي يرمز أيضا للشعوب الجرمانية الذين تحدثوا باللغات الجرمانية الشمالية، المشتقة بدورها من النورسية القديمة.
اللغات الجرمانية الشمالية الحديثة المتواجدة حالياً في إسكندنافيا هي الدنماركية، النرويجية، والسويدية؛ إضافة إلى الفاروية والإيسلاندية، حيث أنها تنتمي إلى نفس المجموعة اللغوية.
شبه الجزيرة الإسكندنافية هي أكبر شبه جزيرة في أوروبا، أكبر من البلقان، شبه الجزيرة الإيبيرية، كذلك شبه الجزيرة الإيطالية. في غضون العصر الجليدية، إنخفضت مستويات مياه المحيط الأطلسي حيث أن بحر البلطيق وخليج فنلندا قد إختفيا، الدول المجاورة لهما كألمانيا، بولندا، دول البلطيق وإسكندنافيا، كل هذه المناطق كانت متصلة برياًّ.

## جغرافيا

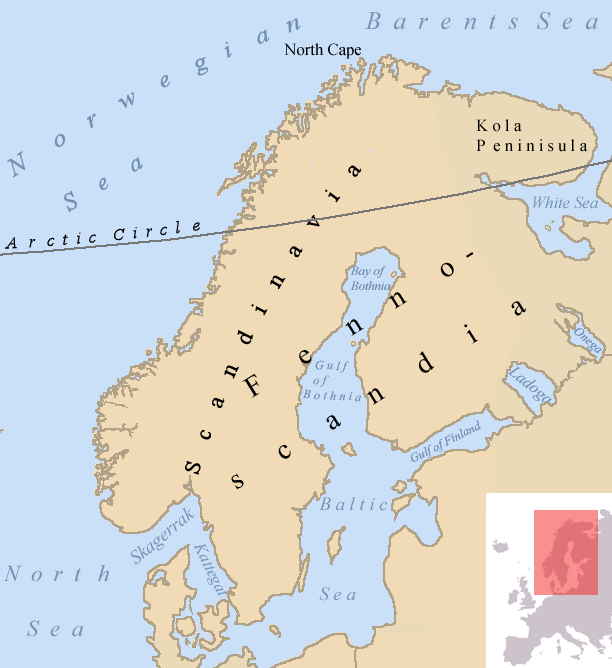
شبه الجزيرة الإسكندنافية في علاقة مع منطقة أكبر: فينوسكانديا.

بصفتها أكبر شبه جزيرة في أوروبا، يبلغ طول شبه الجزيرة الإسكندنافية 1.850 كيلومتر مع عرض يتراوح بين 370 إلى 805 كيلومترات. تحدد سلسلة الجبال الإسكندنافية الحدود بين السويد والنرويج. يحد شبه الجزيرة الإسكندنافية عدة مسطحات مائية هي:
- بحر بارنتس من الشمال
- بحر النرويج من الغرب
- بحر البلطيق وبحر الشمال من الجنوب
- بحر البلطيق وبحيرة إيناري من الشرق.

أعلى قمة في شبه الجزيرة الإسكندنافية هي قمة جبل غليترتيندين ب النرويج على ارتفاع 2.470 متر، لكن مع ذوبان الجليد انخفض ارتفاع القمة إلى 2.469 متر. يقع ربع شبه الجزيرة الإسكندنافية شمال الدائرة القطبية الشمالية، أكثر نقطة في الشمال هي كاب نوردكين بالنرويج.
يتنوع مناخ إسكندنافيا من مناخ التوندرا والمناخ القطبي في الشمال، مع مناخ معتدل بالسواحل الشمالية الغربية، إلى مناخ قاري رطب في المناطق الوسطى.
المنطقة غنية بالأخشاب، الحديد والنحاس مع أفضل المزارع جنوب السويد. تتواجد مناطق غنية بالبترول والغاز الطبيعي بسواحل النرويج في بحر الشمال والمحيط الأطلسي.

## جيولوجيا

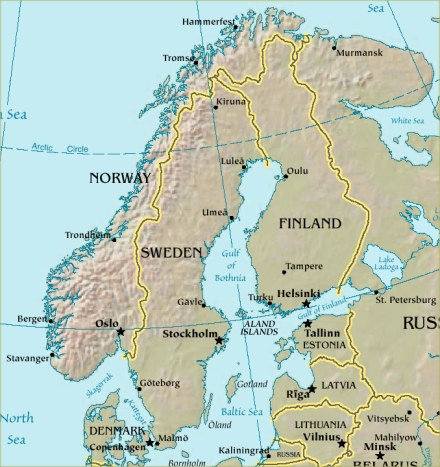
خريطة طبوغرافية لشبه الجزيرة الإسكندنافية

تحتل شبه الجزيرة الإسكندنافية قسماً من درع البلطيق، منطقة مستقرة ومستقيم قشري متسع تكون قديما، صخور الكريستالين الميتامورفية. معظم التراب المغطي لهذه الحجارة كان مغطى بدوره بالجليد في حقبة العصر الجليدي الأخير، خصوصا في شمال إسكندنافيا حيث أن درع البلطيق أقرب لأراضي المنطقة. وكنتيجة لهذا «التنظيف» وارتفاع الأرض وتغير المناخ من معتدل إلى بارد، أصبحت نسب نسبيا صغيرة من الأراضي صالحة للزراعة.
ساعد التجمد في العصر الجليدي الأخير في زيادة عمق الأنهار، التي اقتحمها البحر بعد ذوبان الجليد، إلى خلق الفيوردات النرويجية الشهيرة. في الجزء الجنوبي من شبه الجزيرة، تقدمت المجلدات إلى عدد ضخم من كتل الصخور والأحجار، ما خلق منظرا فوضويا. هذه الكتل تغطي الآن ما هو اليوم عبارة عن جزر الدنمارك. درع البلطيق منطقة أكثر استقرارا جيولوجياً، لذلك فهو مقاوم لتأثيرات الأشكال التكتونية المجاورة، فكتلة أربعة كيلومترات ارتفاعا من الجليد في العصر الجليدي الأخير سببت غرق الأراضي الإسكندنافية. عندما اختفت كتلة الجليد، بدأ الدرع بالعودة إلى طبيعته، وما زال ذلك إلى اليوم بحوالي متر واحد كل قرن. وبالعكس، الأجزاء الجنوبية تغرق لتعويض الفرق الكتلي، ما يسبب حدوث فيضانات في الأراضي المنخفضة والدنمارك.
وجود الكريستالين في الأرض وغياب التربة في عدد من المناطق، ساهم في توضُّع معادن خام مثل الحديد، النحاس، النيكل، الزنك، الفضة والذهب. أكثر المعادن تواجداً هو الحديد وذلك بشمال غرب السويد.

## السكان
أول تواجد بشري في جنوب شبه الجزيرة الإسكندنافية والدنمارك يؤرخ منذ 12.000 سنة.
بعد زوال الجليد، تحول مناخ المنطقة إلى مناخ التندرا بكتلة إحيائية جديدة جذبت صائدي الرينة. تدفأ المناخ تدريجيا، حيث سمح بنمو أشجار دائمة الخضرة ثم غابات نفضية سمح بتواجد حيوانات مثل الثيران.
بدأت مجموعات من صائدي الأسماك ارتحل إلى المنطقة ابتداء من العصر الحجري الوسيط (8200 ق.م)، قبل ظهور الزراعة في العصر الحجري الحديث (3200 ق.م).
يقطن الأجزاء الشمالية والوسطى من شبه الجزيرة جزئيا قومية سامي، يسمون أحيانا اللابونيون، الذين بدأوا بالمجيء بعد آلاف السنين بعد إعمار الجزء الجنوبي من شبه الجزيرة.

## معرض الصور

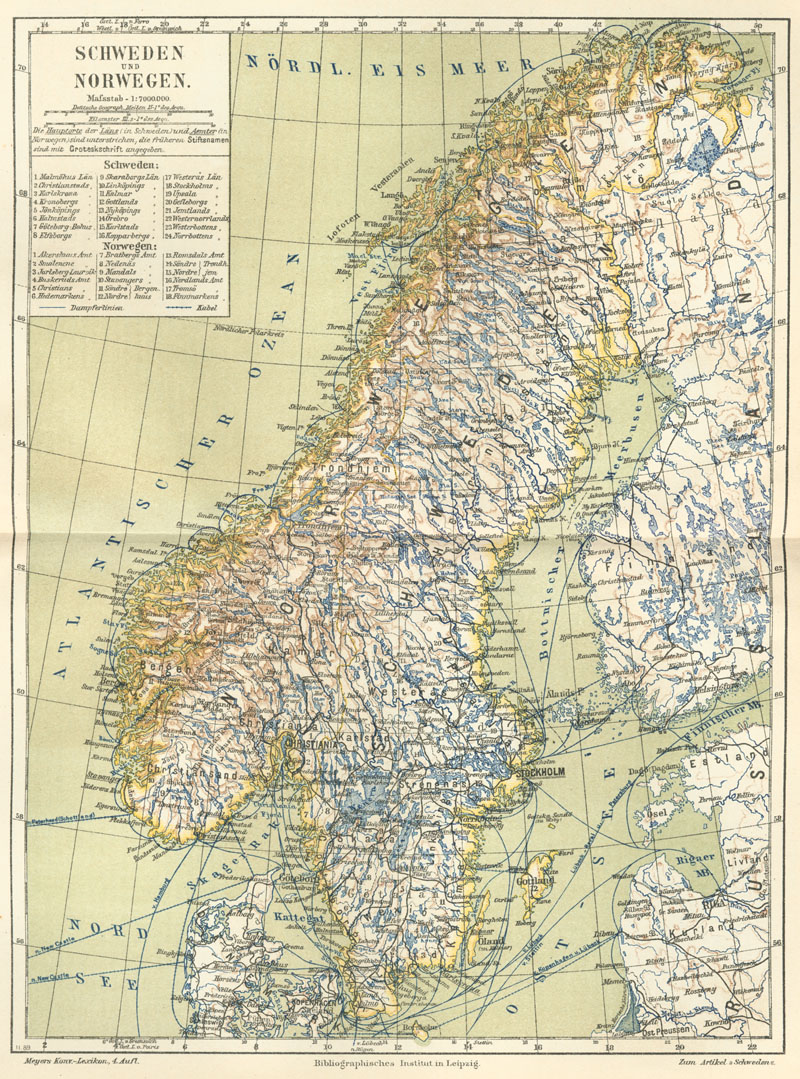
الإتحاد بين السويد والنرويج - الحدود السياسية في 1888
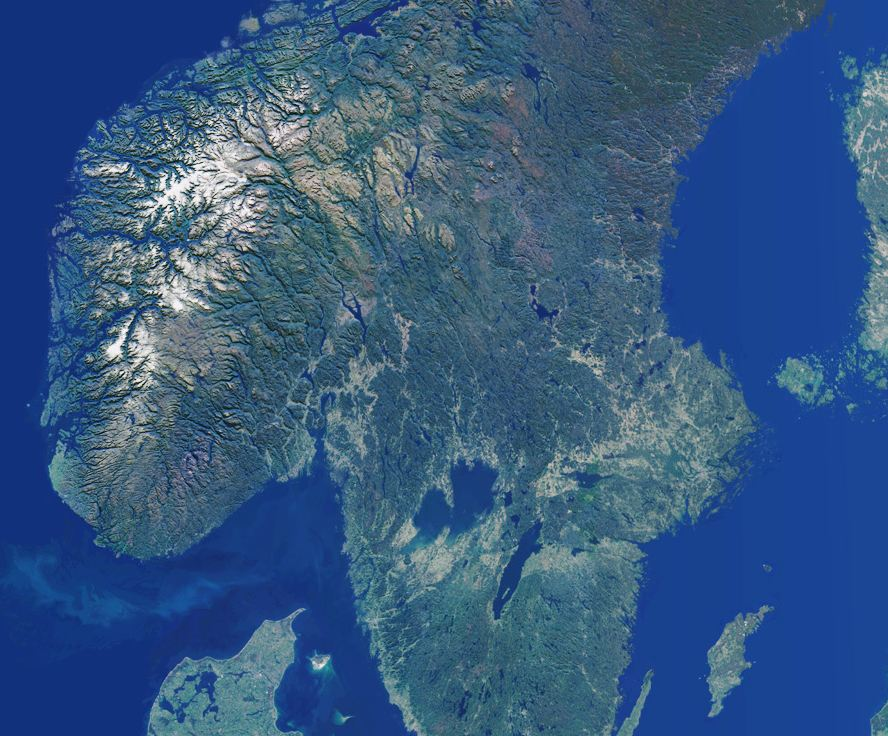
صورة جوية لشبه الجزيرة الإسكندنافية
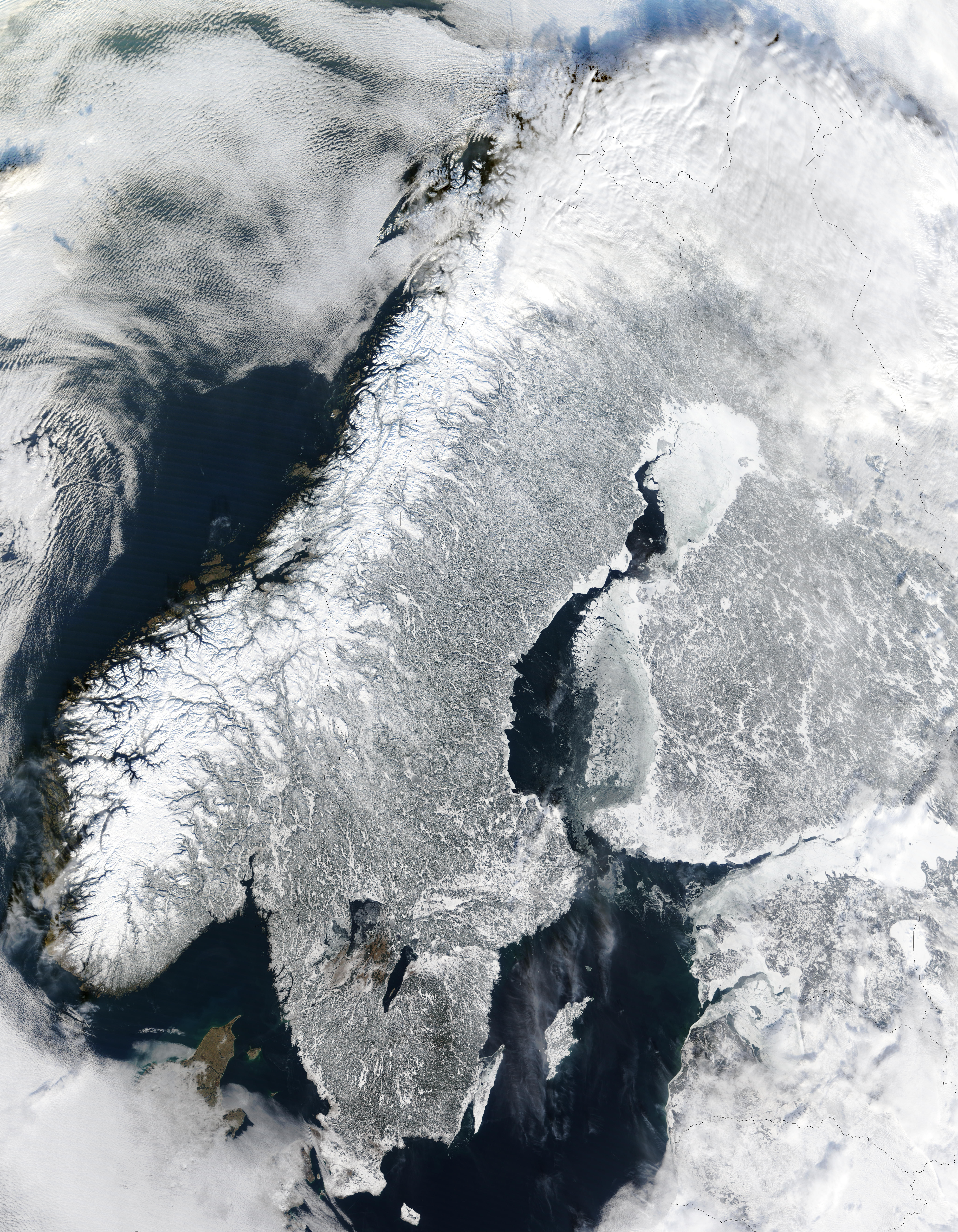
شبه الجزيرة الإسكندنافية في الشتاء (19 فبراير 2003)